# Liste der Schweizer Botschafter in Schweden
Der Schweizer Botschafter in Schweden residiert in Stockholm.
Zwischen 1915 und 1919 wurde der Missionschef in Berlin auch in Schweden akkreditiert. Ab 1920 erfolgte die Verselbständigung der Schweizer Gesandtschaft. 1957 wurde die Gesandtschaft zu einer Botschaft umgewandelt.

## Missionschefs
| Ernennung | Posten verlassen | Name                               | Bemerkungen                  |
| --------- | ---------------- | ---------------------------------- | ---------------------------- |
| 1915      | 1917             | Alfred de Claparède (1842–1922)    | Gesandter mit Sitz in Berlin |
| 1917      | 1917             | Robert Haab (1865–1939)            | Gesandter mit Sitz in Berlin |
| 1917      | 1919             | Philippe Mercier (1872–1936)       | Gesandter mit Sitz in Berlin |
| 1920      | 1924             | Heinrich Schreiber (1871–1951)     | Gesandter                    |
| 1924      | 1938             | Charles L.E. Lardy (1875–1939)     | Gesandter                    |
| 1938      | 1946             | Paul Dinichert (1878–1954)         | Gesandter                    |
| 1946      | 1951             | Henry Vallotton (1891–1971)        | Gesandter                    |
| 1952      | 1954             | Armin Daeniker (1898–1983)         | Gesandter                    |
| 1955      | 1957             | Max Grässli (1902–1985)            | Gesandter                    |
| 1957      | 1960             | Max Grässli (1902–1985)            | Botschafter                  |
| 1960      | 1965             | Egbert von Graffenried (1909–1981) | Botschafter                  |
| 1965      | 1967             | Friedrich Gygax (1902–1992)        | Botschafter                  |
| 1968      | 1974             | René Fässler (1913–1982)           | Botschafter                  |
| 1974      | 1976             | Bernard Turrettini (1911–2007)     | Botschafter                  |
| 1977      | 1977             | Emil Stadelhofer (1915–1977)       | Botschafter                  |
| 1977      | 1981             | Jacques-Bernard Rüedi (1919–2012)  | Botschafter                  |
| 1981      | 1986             | Fritz Bohnert (1928–1988)          | Botschafter                  |
| 1986      | 1990             | Jean-Jacques Indermühle (* 1933)   | Botschafter                  |
| 1990      | 1994             | Alfred Rüegg (* 1936)              | Botschafter                  |
| 1994      | 1999             | Paul-André Ramseyer (* 1937)       | Botschafter                  |
| 1999      | 2001             | Sven Meili (1936–2002)             | Botschafter                  |
| 2001      | 2005             | Bernard Freymond (* 1941)          | Botschafter                  |
| 2006      | 2010             | Robert Reich (* 1950)              | Botschafter                  |
| 2010      | 2012             | Kurt Höchner (* 1947)              | Botschafter                  |
| 2012      | 2014             | Yvana Enzler (* 1952)              | Botschafter                  |
| 2014      |                  | Christian Schoenenberger (* 1957)  | Botschafter                  |